# Casa Ademar
Casa Ademar o Casa del Senyor d'Arròs és un edifici d'Arròs, al municipi de Vielha e Mijaran (Vall d'Aran), inclòs a l'Inventari del Patrimoni Arquitectònic de Catalunya.

## Descripció
Edifici civil força interessant, de grans proporcions, que duu a la façana la data de construcció. És tradició que les pedres per a bastir-lo foren dutes des de la pedrera de Sant Beat. La seva construcció durà molt de temps i la llegenda s'ha embolcallat en aquest edifici ("cada pilar contindria en el seu interior una dobleta d'or").
La notable construcció orientada a migdia és precedida d'un recinte clos per un mur decorat amb pinyes i un portal. Les sis pilastres que emergeixen entre l'arrebossat emblanquinat de la façana subratllen una distribució axial dels cossos seguint un ritme definit per les obertures de 1-2-1-2-1. En correspondència, la façana és compartimentada en plafons per franges longitudinals que suporten les motllures dels capitells d'aquelles, les quals evidencien l'existència de tres plantes en alçada. Així i tot, l'element més característic és una cornisa força desenvolupada a partir de la descomposició del tradicional cos àtic, de manera que el frontó queda migpartit a cada extrem i el tronc al centre, aïllat dels anteriors, els quals incorporen com a teló de fons sengles torricons acabats amb esveltes cobertes piramidals que, com la resta, foren resoltes amb un llosat de pissarra.

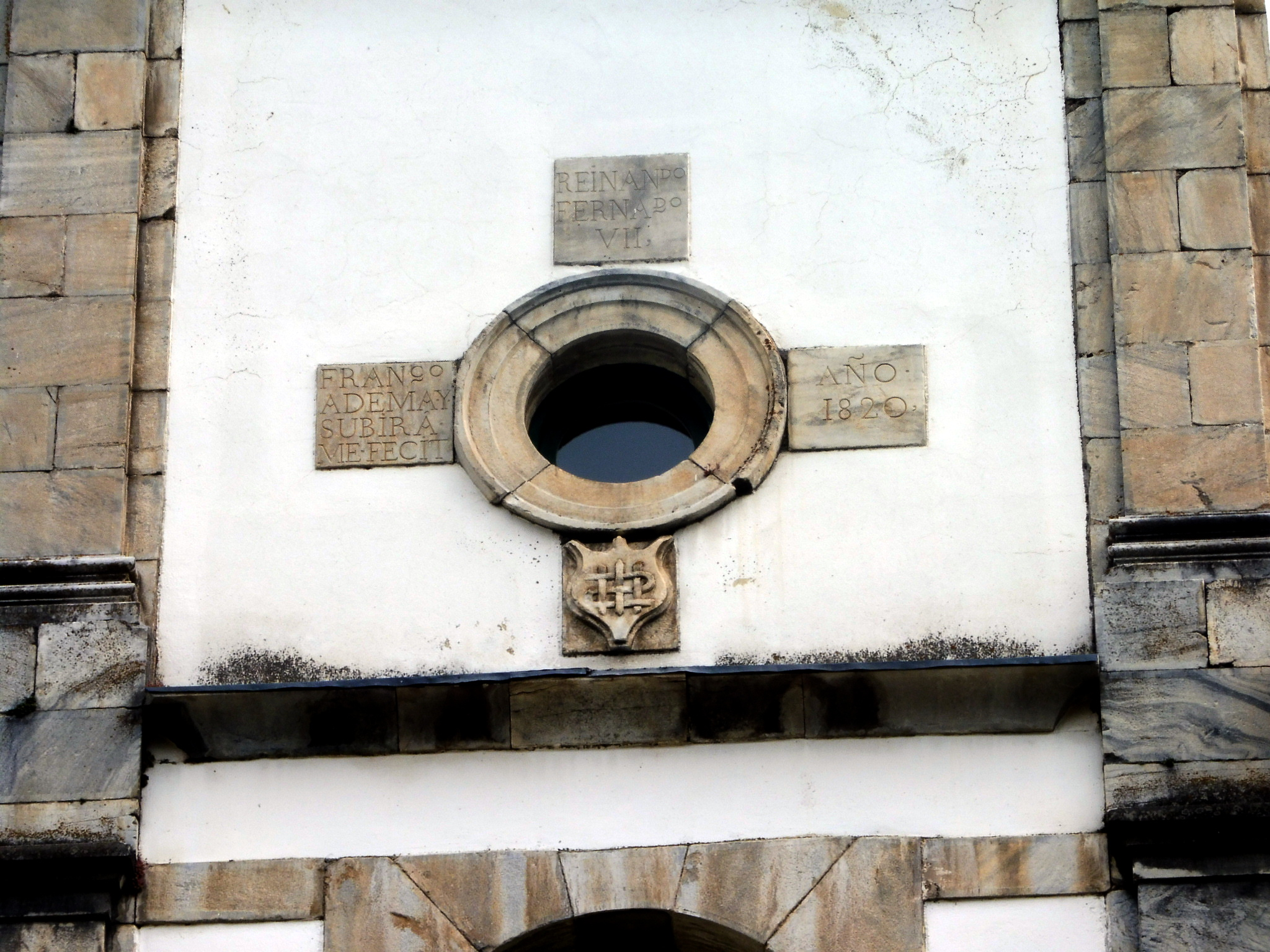
Ull de bou amb escut heràldic

L'eix central conté la porta d'accés treballada, aixoplugada per un balcó sobresortint amb la barana tornejada, i al damunt un segon balcó amb un arc de mig punt que assenyala la transició entre les obertures allindades i els ulls de bou que centren els esmentats elements de la cornisa. Sota l'ull central destaca l'escut heràldic de la casa.

## Història
Casa noble dels Ademar d'Arròs. Francesc Ademà Subirà bastí l'actual casa l'any 1820. Al trànsit dels segles XVIII-XIX prosperaren molt a la Val els "ramblers" o marxants ramaders, com fou el cas del Senhor d'Arròs, o com ara els Aunòs de Bossòst, el radi d'acció dels quals arribava fins al Poitou. El Senhor d'Arròs amplià el negoci tradicional amb la venda de bestiar de carn que duia directament al mercat de Barcelona (això l'arruïnaria). Altrament, Felip de Diu "estudent" de casa del Senhor d'Arròs (1781). Bona part dels prats de Garona, des d'Aubert fins a la Bordeta li pertanyien, així com un establiment industrial.